# Oxted
Oxted è una cittadina di 10 813 abitanti della contea del Surrey, in Inghilterra.